# Enrichetta Adelaide di Savoia
Enrichetta Adelaide di Savoia (Torino, 6 novembre 1636 – Monaco di Baviera, 13 giugno 1676) nata principessa di Savoia, divenne elettrice di Baviera come consorte di Ferdinando Maria Wittelsbach.

## Biografia
Nacque al Castello del Valentino a Torino dal duca Vittorio Amedeo I di Savoia e dalla moglie, la principessaa Cristina di Borbone-Francia, figlia del re Enrico IV di Francia e di Maria de Medici.
Il 7 ottobre 1637, quando aveva appena un anno, perse il padre Vittorio Amedeo. Sua madre divenne reggente di Savoia per conto di due dei fratelli di Enrichetta Adelaide, Francesco Giacinto (1632–1638), e poi Carlo Emanuele II (1634–1675), dopo che il fratello maggiore morì.
Quando l'erede Francesco Giacinto morì nel 1638, i fratelli Maurizio e Tommaso incominciarono la guerra civile piemontese con il supporto spagnolo. Le due parti in guerra erano conosciute come i "principisti" (sostenitori dei principi) e "madamisti" (sostenitori della "Madama Reale", la Reggente Cristina). Con il sostegno di suo fratello, il re Luigi XIII di Francia, Maria Cristina fu in grado di sconfiggere i suoi oppositori.

## Matrimonio
L'8 dicembre 1650 sposò il duca di Baviera Ferdinando Maria Wittelsbach. Questi, alla morte del padre Massimiliano I, avvenuta nel 1651, divenne Elettore di Baviera.
Enrichetta Adelaide ebbe larga influenza negli affari esteri della Baviera, indirizzando sempre il suo paese verso una politica filo francese. Questo portò a un'alleanza della Baviera con la Francia contro l'Austria. Uno dei risultati dell'alleanza fu il matrimonio della figlia maggiore di Enrichetta Adelaide, Maria Anna Cristina e suo cugino Luigi, il Delfino di Francia (le Grand Dauphin), nel 1680.
Enrichetta fu anche una delle maggiori promotrici della realizzazione della residenza reale di Monaco, il Castello di Nymphenburg e della chiesa Theatinerkirche sotto l'influenza del suo confessore, il teatino Antonio Spinelli. Alla corte di Monaco furono invitati numerosi artisti italiani, tra i quali Isabella Maria dal Pozzo, che introdussero in Baviera l'amore per l'Opera italiana.

## Morte
Morì a Monaco il 13 giugno 1676. Fu sepolta nella Chiesa dei Teatini, la Chiesa che lei e suo marito fecero costruire come un gesto di ringraziamento per la nascita del tanto atteso erede al trono bavarese, il principe Massimiliano II Emanuele, nel 1662.

## Matrimonio e figli
Dal matrimonio con Ferdinando Maria nacquero i seguenti figli che raggiunsero l'età adulta:
- Maria Anna Cristina di Baviera (1660-1690), sposò Luigi, il Gran Delfino;
- Massimiliano II (1662–1726), Elettore di Baviera;
- Luisa Margherita Antonia (1663–1665);
- Ludovico Amadeo Vittorio (1665–1665);
- Gaetano Maria Francesco (1670–1670);
- Giuseppe Clemente (1671–1723), arcivescovo di Colonia;
- Violante Beatrice (1673-1731), sposò Ferdinando de' Medici.

## Ascendenza
|                                   |                    |                            | Genitori               |  |  | Nonni |  |  | Bisnonni                       |  |  | Trisnonni           |  |
|                                   |                    |                            |                        |  |  |       |  |  | Emanuele Filiberto I di Savoia |  |  | Carlo III di Savoia |  |
|                                   |                    |                            |                        |  |  |       |  |  | Emanuele Filiberto I di Savoia |  |  | Carlo III di Savoia |  |
|                                   |                    | Beatrice di Portogallo     |                        |  |  |       |  |  | Emanuele Filiberto I di Savoia |  |  |                     |  |
| Carlo Emanuele I di Savoia        |                    |                            |                        |  |  |       |  |  | Emanuele Filiberto I di Savoia |  |  |                     |  |
|                                   |                    | Margherita di Francia      | Francesco I di Francia |  |  |       |  |  |                                |  |  |                     |  |
|                                   |                    | Margherita di Francia      | Francesco I di Francia |  |  |       |  |  |                                |  |  |                     |  |
|                                   |                    | Margherita di Francia      | Claudia di Francia     |  |  |       |  |  |                                |  |  |                     |  |
| Vittorio Amedeo I di Savoia       |                    | Margherita di Francia      |                        |  |  |       |  |  |                                |  |  |                     |  |
|                                   |                    | Filippo II di Spagna       | Carlo V d'Asburgo      |  |  |       |  |  |                                |  |  |                     |  |
|                                   |                    | Filippo II di Spagna       | Carlo V d'Asburgo      |  |  |       |  |  |                                |  |  |                     |  |
|                                   |                    | Filippo II di Spagna       | Isabella di Portogallo |  |  |       |  |  |                                |  |  |                     |  |
| Caterina Michela d'Asburgo        |                    | Filippo II di Spagna       |                        |  |  |       |  |  |                                |  |  |                     |  |
|                                   |                    | Elisabetta di Valois       | Enrico II di Francia   |  |  |       |  |  |                                |  |  |                     |  |
|                                   |                    | Elisabetta di Valois       | Enrico II di Francia   |  |  |       |  |  |                                |  |  |                     |  |
|                                   |                    | Elisabetta di Valois       | Caterina de' Medici    |  |  |       |  |  |                                |  |  |                     |  |
| Enrichetta Adelaide di Savoia     |                    | Elisabetta di Valois       |                        |  |  |       |  |  |                                |  |  |                     |  |
|                                   | Antonio di Borbone | Carlo I di Borbone-Vendôme |                        |  |  |       |  |  |                                |  |  |                     |  |
|                                   | Antonio di Borbone | Carlo I di Borbone-Vendôme |                        |  |  |       |  |  |                                |  |  |                     |  |
|                                   | Antonio di Borbone | Francesca d'Alençon        |                        |  |  |       |  |  |                                |  |  |                     |  |
| Enrico IV di Francia              | Antonio di Borbone |                            |                        |  |  |       |  |  |                                |  |  |                     |  |
|                                   |                    | Giovanna III di Navarra    | Enrico II di Navarra   |  |  |       |  |  |                                |  |  |                     |  |
|                                   |                    | Giovanna III di Navarra    | Enrico II di Navarra   |  |  |       |  |  |                                |  |  |                     |  |
|                                   |                    | Giovanna III di Navarra    | Margherita di Francia  |  |  |       |  |  |                                |  |  |                     |  |
| Maria Cristina di Borbone-Francia |                    | Giovanna III di Navarra    |                        |  |  |       |  |  |                                |  |  |                     |  |
|                                   |                    | Francesco I de' Medici     | Cosimo I de' Medici    |  |  |       |  |  |                                |  |  |                     |  |
|                                   |                    | Francesco I de' Medici     | Cosimo I de' Medici    |  |  |       |  |  |                                |  |  |                     |  |
|                                   |                    | Francesco I de' Medici     | Eleonora di Toledo     |  |  |       |  |  |                                |  |  |                     |  |
| Maria de' Medici                  |                    | Francesco I de' Medici     |                        |  |  |       |  |  |                                |  |  |                     |  |
|                                   |                    | Giovanna d'Austria         | Ferdinando I d'Asburgo |  |  |       |  |  |                                |  |  |                     |  |
|                                   |                    | Giovanna d'Austria         | Ferdinando I d'Asburgo |  |  |       |  |  |                                |  |  |                     |  |
|                                   |                    | Giovanna d'Austria         | Anna Jagellone         |  |  |       |  |  |                                |  |  |                     |  |
|                                   |                    | Giovanna d'Austria         |                        |  |  |       |  |  |                                |  |  |                     |  |